# Kłęby, Hạt Kamień
Kłęby [ˈkwɛmbɨ] (tiếng Đức: Klemmen)  là một ngôi làng thuộc khu hành chính của Gmina Golczewo, thuộc hạt Kamień, West Pomeranian Voivodeship, ở phía tây bắc Ba Lan. Nó nằm khoảng 4 kilômét (2 mi)   phía nam Golczewo, 23 km (14 mi) về phía đông nam Kamień Pomorski và 50 km (31 mi) về phía đông bắc của thủ đô khu vực Szczecin.